# Horten (Südgeorgien)
Horten ist eine kleine Bucht an der Südküste Südgeorgiens. Sie liegt im westlichen Teil der Jossac Bight.
In den Aufzeichnungen des britischen Zoologen Leonard Harrison Matthews (1901–1986) im Rahmen der Discovery Investigations aus dem Jahr 1931 ist sie als Horten oder Betsey Cove bzw. Horten Bay bezeichnet. Der South Georgia Survey berichtete zum Abschluss seiner von 1951 bis 1957 dauernden Vermessungskampagne, dass die Bezeichnung Horten seit langem unter lokalen Wal- und Robbenjägern etabliert ist.